# 강화 청련사 큰법당 삼장탱
청련사 큰법당 삼장탱(靑蓮寺 큰法堂 三藏幀)은 인천광역시 강화군 강화읍 국화리, 청련사에 있는 조선시대의 불화이다. 2004년 4월 6일 인천광역시의 유형문화재 제53호로 지정되었다.

## 개요
청련사 큰법당에 봉안된 삼장탱(三臧幀)이다. 상하 2단으로 크게 구분하고 상단에는 천장보살을 중심으로 좌우에 보살을 배치하고 그 사이에 권속들로 가득 메우고 있다. 하단에는 이들 보살의 협시와 권속들로 채워져 있다. 이들 삼장보살은 하나의 방형 수미단 위에 중앙 천장보살의 신광만 바탕을 금니로 처리하였을 뿐 나머지는 모두 이중륜광의 두 ·신광을 갖추고 결가부좌 하였다. 채색은 주로 적색과 청색, 백색, 황색을 주로 사용하였으며 부분적으로 금니를 사용하였는데, 천장 ·지지·지장보살상의 몸색은 황색을 사용하였고 나머지 인물들은 백색으로 처리하였다. 제작연대는 고종 18년(1881)이다.

## 참고 문헌
- 청련사 큰법당 삼장탱 - 국가유산청 국가유산포털